# Холод (рассказ)
«Холод» (англ. Cool air) или «Холодный воздух» — короткий рассказ американского писателя Говарда Филлипса Лавкрафта, написанный в марте 1926 года. Впервые опубликован в мартовском выпуске «Tales of Magic and Mystery» за 1928 год.

## Сюжет

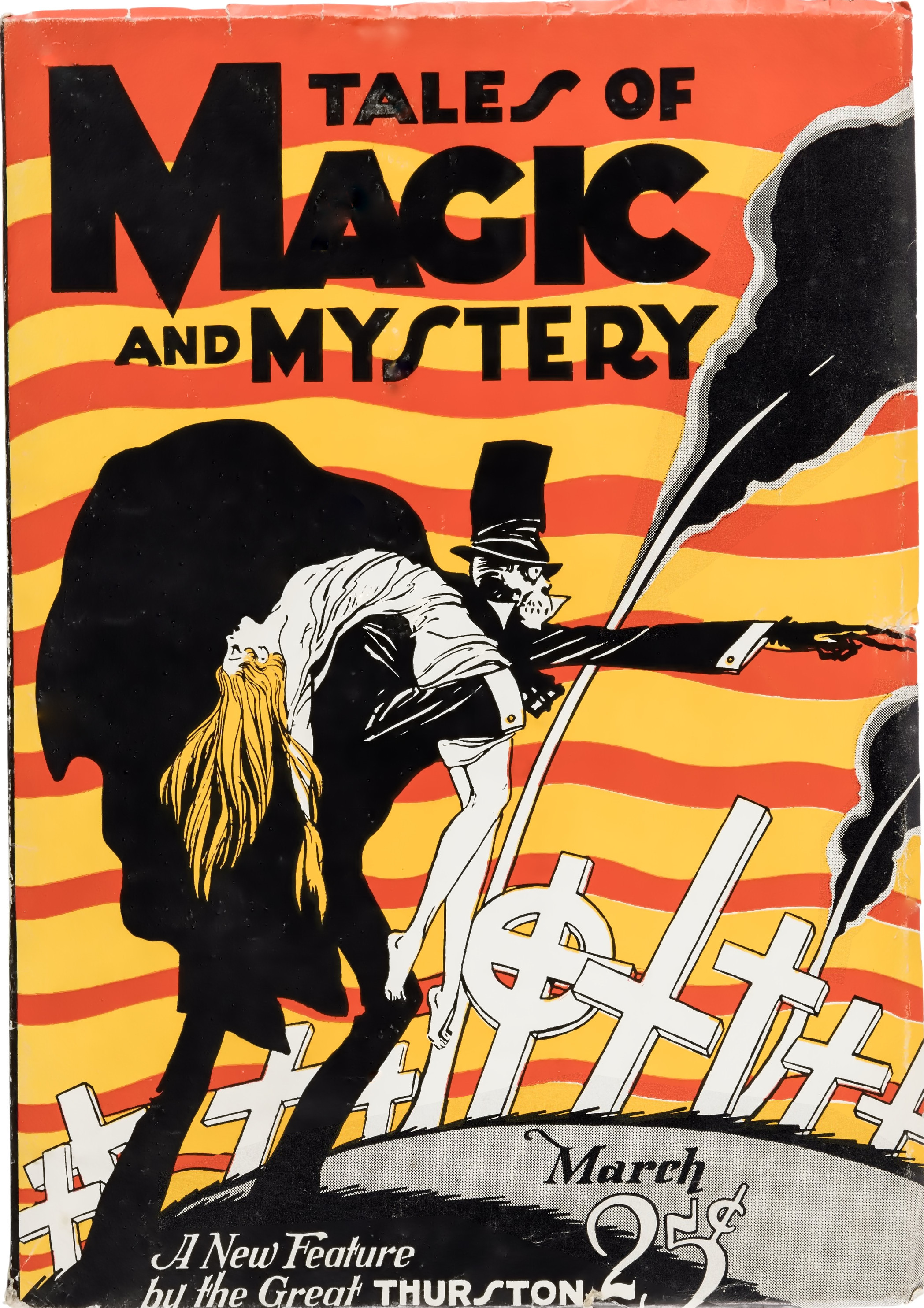
Tales of Magic and Mystery март 1928

В 1923 году журналист, чье имя не называется, снимает квартиру в Нью-Йорке, в испанском районе. В комнате видны пятна на потолке и чувствуется запах аммиака. Оказывается прямо над его головой живёт старый и замкнутый врач, — доктор Муньос, который болеет редким заболеванием и вынужден постоянно находится в холоде, около 13 градусов. Мунньос собрал машину для охлаждения комнаты, для которой он использовал разные бутылки, химикаты и препараты.
Однажды у рассказчика прихватило сердце и он обращается за помощью к Муньосу. Доктор помогает ему и признается, что борется с тем, чтобы остановить смерть, и обещает научить его жить вовсе без сердца. Становится все более очевидным, что доктор одержим этой идеей, так сказать бросить вызов демону смерти. Муньос изучал в Барселоне оккультные книги, труды Галена, и узнал один секрет от доктора Торреса из Валенсии, исследованием которого он занимался.
Со временем здоровье доктора ухудшается, а его поведение становится все более эксцентричным. Муньос всюду расставляет египетские благовония и понижает температуру до 0 градусов — как в усыпальнице Фараона в Долине Царей. Муньос просит переслать его документы к коллегам из Ост-Индии, среди которых имя знаменитого врача-француза, давно умершего. Система охлаждения постоянно модернизируется до такой степени, что некоторые области его комнат замерзают.
Однажды ночью сломался насос. Охваченный паникой доктор просит о помощи рассказчика, а сам погружается в ванную со льдом. Рассказчик бежит за льдом в ночные аптеки. Запчасти на холодильник удалось раздобыть лишь утром. Но уже было слишком поздно. Хозяйка открывает комнату, где стоит трупный запах. Тело доктора почти разложилось. Полоса чёрной слизи тянется от ванной к столу, на котором лежит предсмертная записка. Муньос пишет, что умер 18 лет назад. Ему удавалось поддерживал подобие жизни после смерти, используя различные методы искусственной консервации для замедления разложения.

## Персонажи
- Рассказчик — журналист, который нашел себе дрянную работенку в одном из Нью-йоркских журналов; будучи крайне стеснен в средствах, он снял дешёвую комнату в пансионате.
- Сеньйора Эрреро (англ. Mrs. Herrero) — хозяйка пансиона, испанка, женщина довольно неряшливая, если не сказать больше, да к тому же ещё и с изрядной растительностью на лице. Её сын Эстебан доставлял препараты доктору Муньосу. Мать Эстебана.
- Доктор Муньос (англ. Doctair Muñoz) — ученый, невысокий, но стройный, хорошо сложенный человечек, облаченный в строгий, идеально подогнанный по фигуре костюм, родом из Барселоны. Породистое лицо доктора с властными, но без надменности, чертами украшала короткая седая бородка; выразительные темные глаза смотрели сквозь стеклышки старомодного пенсне, золотая оправа которого сжимала горбинку тонкого орлиного носа, свидетельствующего о том, что у кельтско-иберийского генеалогического древа, а какая-то часть корней питалась мавританской кровью. Пышные, тщательно уложенные в красивую прическу волосы доктора, разделенные элегантным пробором, оставляли открытым высокий лоб. Все подмеченные мною детали складывались в портрет человека незаурядного ума, благородного происхождения, прекрасного воспитания и весьма интеллигентного. У него был землистый, мертвенный цвет лица, и необычное произношение, будто, дыхание не прерывает его фраз. Принимал пищу с таким видом, словно соблюдал пустую формальность, теперь же он и вовсе отказался от ненужного притворства; казалось, лишь сила разума удерживала его на краю могилы.
- Доктор Торрес (англ. Dr. Torres) — престарелый учитель доктора Муньоса из Валенсии. 18 лет назад он принимал участие в первых опытах молодого тогда Муньоса, как вдруг молодого врача поразила тяжелейшая болезнь. Доктор Торрес сумел спасти своего коллегу от смерти, как вдруг сам умер. Его методы лечения были крайне далеки от традиционных и включали обряды, составы и действия, совершенно неприемлемые с точки зрения старого консервативного эскулапа.
- Врач из Франции (англ. French physician) — коллега доктора Муньоса из Ост-Индии. Персонаж упоминается в романе «Случай Чарльза Декстера Варда».

## Вдохновение
Лавкрафт написал «Холод» во время своего несчастного пребывания в Нью-Йорке. Дэвид Шульц цитирует контраст ощущений, который Лавкрафт испытывал в своей квартире, переполненной реликвиями его любимой Новой Англии, в сравнении с иммигрантским кварталом Ред-Хук, в котором он жил — это вдохновило его на «тревожное сопоставление противоположностей», которыми характеризуется этот рассказ. Шульц предполагает, что Лавкрафт, оторванный от своего родного Провиденса, штат Род-Айленд, так выражал переживания об переменах в его жизни.
Здание, которое описано в рассказе, является таунхаусом, расположенным в Манхэттене по адресу West 14th Street, 317, где Джордж Керк, один из немногих нью-йоркских друзей Лавкрафта, недолго жил в 1925 году. Сердечный приступ рассказчика напоминает друга Лавкрафта из Нью-Йорка, Фрэнка Белнэпа Лонга, который бросил учёбу в университете Нью-Йорка из-за проблем с сердцем. Фобия рассказчика к холоду напоминает самого Лавкрафта, который был ненормально чувствителен к холоду.
Шульц указывает, что основным литературным источником для «Холод» является рассказ Эдгара По «Факты в деле М. Вальдемара», который Лавкрафт отмечал как его любимый после «Падение Дома Ашеров». Лавкрафт только что закончил главу посвященную По в его научной работе «Сверхъестественный ужас в литературе» в то время, когда он писал этот рассказ. Лавкрафт, однако, заявил несколько лет спустя, что его вдохновил «Роман белого порошка» Артура Мэкена, ещё один рассказ о распаде тела.

## Публикация
В марте 1926 года редактор журнала Weird Tales Фарнсворт Райт, отклонил этот рассказ, что, по мнению исследователя С. Т. Джоши, было «необъяснимо… поскольку, тот выглядел безопасной страшной сказкой из тех, что ему нравились». Позднее Джоши и Шульц высказали предположение, что Райт боялся жуткой концовкой рассказа навлечь на издание цензуру, как это случилось с рассказом «Возлюбленные мертвецы», из-за которого на один из выпусков журнала в 1924 году едва не был наложен запрет в штате Индиана.
Лавкрафту удалось опубликовать рассказ в 1927 году в журнале Tales of Magic and Mystery, выручив за него лишь 18,50 долларов.

## Критика
Питер Кэннон называет «Холод» лучшим из рассказов автора с местом действия в Нью-Йорке, который «показывает способность Лавкрафта использовать сдержанный, натуралистический стиль для достижения мощного эффекта».